# Big South Conference
La Big South Conference (acrónimo: Big South) (español: Conferencia del Gran Sur) es una conferencia de la División I de la NCAA, que opera en los estados de Carolina del Norte, Carolina del Sur y Virginia. Está compuesta por 19 deportes, 9 masculinos y 10 femeninos, y tiene su sede en Charlotte, Carolina del Norte. Fue fundada en 1983.

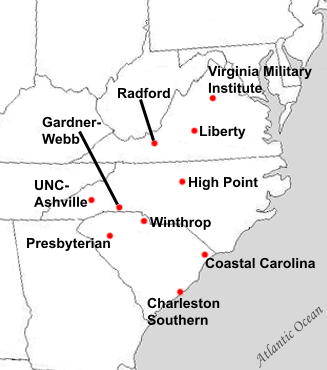
Localización de las universidades.

## Miembros actuales

### Miembros de Pleno Derecho
| Logo | Universidad                                    | Localización        | Fundación | Tipo    | Año unión | Equipo           |
| ---- | ---------------------------------------------- | ------------------- | --------- | ------- | --------- | ---------------- |
|      | Universidad Campbell                           | Buies Creek, NC     | 1887      | Privada | 1983 2011 | Fighting Camels  |
|      | Universidad del Sur de Charleston              | Charleston, SC      | 1964      | Privada | 1983      | Buccaneers       |
|      | Universidad Gardner–Webb                       | Boiling Springs, NC | 1905      | Privada | 2008      | Runnin' Bulldogs |
|      | Universidad de High Point                      | High Point, NC      | 1924      | Privada | 1999      | Panthers         |
|      | Universidad Longwood                           | Farmville, VA       | 1839      | Pública | 2012      | Lancers          |
|      | Presbyterian College                           | Clinton, SC         | 1880      | Privada | 2007      | Blue Hose        |
|      | Universidad de Radford                         | Radford, VA         | 1910      | Pública | 1983      | Highlanders      |
|      | Universidad de Carolina del Norte en Asheville | Asheville, NC       | 1927      | Pública | 1984      | Bulldogs         |
|      | Universidad de Carolina del Sur Upstate        | Spartanburg, SC     | 1967      | Pública | 2018      | Spartans         |
|      | Universidad Winthrop                           | Rock Hill, SC       | 1886      | Pública | 1983      | Eagles           |

- Campbell fue un miembro fundador de la Big South Conference en 1983. Se marcharon en 1994 y se han vuelto a unir en 2011. El programa de fútbol americano se unió a la Big South Conference en 2018.
- Todos los enlaces externos (.) son páginas de Wikipedia Inglés.
- El equipo de fútbol americano de Presbyterian abandonó la Big South después de la temporada 2019; jugará la temporada 2020 como un FCS independiente antes de unirse a la Pioneer Football League en 2021. Presbyterian sigue siendo miembro del Big South en otros deportes.

### Miembros de Salida
| Institución          | Localización    | Equipo          | Tipo    | Año de Salida | Conferencia de Traslado       |
| -------------------- | --------------- | --------------- | ------- | ------------- | ----------------------------- |
| Universidad Campbell | Buies Creek, NC | Fighting Camels | Privada | 2023          | Colonial Athletic Association |

### Miembros Asociados
| Institución                                                  | Localización                   | Equipo    | Tipo           | Miembro desde | Deporte           | Conferencia Primaria          |
| ------------------------------------------------------------ | ------------------------------ | --------- | -------------- | ------------- | ----------------- | ----------------------------- |
| Universidad Bryant                                           | Smithfield, RI                 | Bulldogs  | Privada        | 2022          | Fútbol americano  | America East Conference       |
| Universidad Furman                                           | Greenville, SC                 | Paladins  | Privada        | 2021          | Lacrosse femenino | Southern Conference           |
| Universidad Mercer                                           | Macon, GA                      | Bears     | Privada        | 2021          | Lacrosse femenino | Southern Conference           |
| Universidad Agrónoma y Técnica Estatal de Carolina del Norte | Greensboro, Carolina del Norte | Aggies    | Pública (HBCU) | 2022          | Fútbol americano  | Colonial Athletic Association |
| Universidad Robert Morris                                    | Moon Township, PA              | Colonials | Privada        | 2020          | Fútbol americano  | Horizon League                |
| Wofford College                                              | Spartanburg, SC                | Terriers  | Privada        | 2021          | Lacrosse femenino | Southern Conference           |

- HBCU: Historically black colleges and universities (en español: faculdades y universidades históricamente afroestadounidenses)

### Miembros Asociados de Salida
| Institución                                                  | Localización                   | Equipo | Tipo           | Deporte          | Año de Salida | Conferencia de Traslado       |
| ------------------------------------------------------------ | ------------------------------ | ------ | -------------- | ---------------- | ------------- | ----------------------------- |
| Universidad Agrónoma y Técnica Estatal de Carolina del Norte | Greensboro, Carolina del Norte | Aggies | Pública (HBCU) | Fútbol americano | 2023          | Colonial Athletic Association |

## Deportes
La Big South Conference patrocina las siguientes competiciones deportivas:
| - Masculino - Baloncesto - Béisbol - Fútbol americano - Cross - Tenis - Golf - Fútbol - Atletismo al aire libre - Atletismo cubierta | - Femenino - Cross - Baloncesto - Golf - Sóftbol - Voleibol - Tenis - Fútbol - Atletismo al aire libre - Atletismo cubierta - Lacrosse |

## Campeones de conferencia
Baloncesto masculino
| Temporada | Campeón de la liga regular                         | Campeón del torneo  |
| --------- | -------------------------------------------------- | ------------------- |
| 1986      | Charleston Southern (5-1)                          | Charleston Southern |
| 1987      | Charleston Southern (12-2)                         | Charleston Southern |
| 1988      | Coastal Carolina (9-3)                             | Winthrop            |
| 1989      | Coastal Carolina (9-3)                             | UNC-Asheville       |
| 1990      | Coastal Carolina (11-1)                            | Coastal Carolina    |
| 1991      | Coastal Carolina (13-1)                            | Coastal Carolina    |
| 1992      | Radford (12-2)                                     | Campbell            |
| 1993      | Towson State (14-2)                                | Coastal Carolina    |
| 1994      | Towson State (15-3)                                | Liberty             |
| 1995      | UNC-Greensboro (14-2)                              | Charleston Southern |
| 1996      | UNC-Greensboro (11-3)                              | UNC-Greensboro      |
| 1997      | UNC-Asheville (11-3)                               | Charleston Southern |
| 1998      | UNC-Asheville (11-1)                               | Radford             |
| 1999      | Winthrop (9-1)                                     | Winthrop            |
| 2000      | Radford (12-2)                                     | Winthrop            |
| 2001      | Radford (12-2)                                     | Winthrop            |
| 2002      | Winthrop (10-4) (clas. n.º 1) UNC-Asheville (10-4) | Winthrop            |
| 2003      | Winthrop (11-3)                                    | UNC-Asheville       |
| 2004      | Liberty (12-4)                                     | Liberty             |
| 2005      | Winthrop (15-1)                                    | Winthrop            |
| 2006      | Winthrop (13-3)                                    | Winthrop            |
| 2007      | Winthrop (14-0)                                    | Winthrop            |
| 2008      | UNC-Asheville (10-4)(clas. n.º 1) Winthrop (10-4)  | Winthrop            |
| 2009      | Radford (15-3)                                     | Radford             |

Fútbol americano
| Temporada | Campeón             | Record     |
| --------- | ------------------- | ---------- |
| 2002      | Gardner-Webb        | 3-0        |
| 2003      | Gardner-Webb        | 4-0        |
| 2004      | Coastal Carolina    | 4-0 (10-1) |
| 2005      | Charleston Southern | 3-1 (7-4)  |
| 2005      | Coastal Carolina    | 3-1 (9-2)  |
| 2006      | Coastal Carolina    | 4-0 (9-3)  |
| 2007      | Liberty             | 4-0 (8-3)  |
| 2008      | Liberty             | 5–0 (10–2) |

Quizbowl Tournament
| Año  | Campeón       | Récord |
| ---- | ------------- | ------ |
| 2006 | Liberty       | 8-0    |
| 2007 | Liberty       | 6-1    |
| 2008 | Liberty       | 5-2    |
| 2009 | UNC Asheville | 6-0    |